# Cholanaikkan

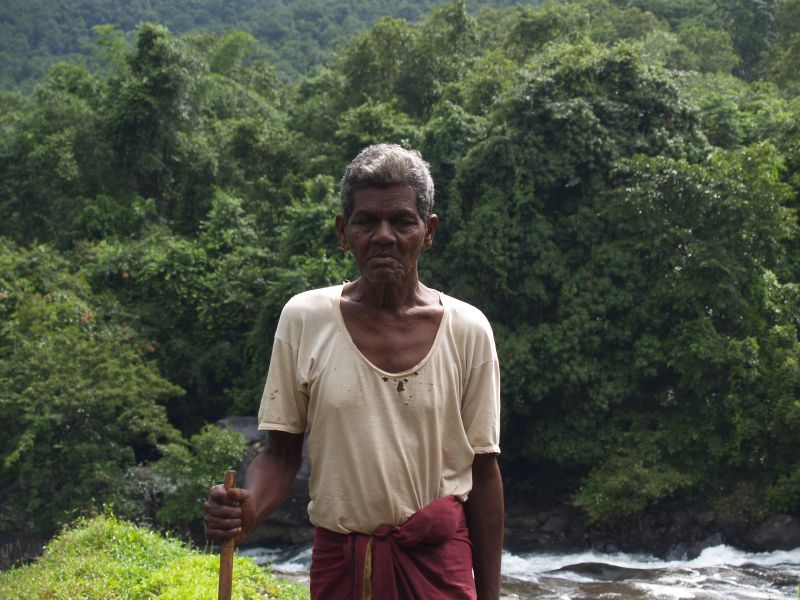
Un membro della tribù Cholanaikkan

I Cholanaikkans sono una delle più primitive tribù del sud dell'India, con 360 unità nel 1991.
Fanno parte delle comunità indigene dello stato di Kerala.
Sono una delle ultime tribù di cacciatori dell'India e vivono nel Silent Valley National Park (Parco Nazionale della Vallata Silente).
La scoperta della tribù, negli anni sessanta, ne ha determinato rapidamente un'alterazione nello stile di vita.
Parlano la lingua Cholanaikkan, ma la metà di loro ha anche una conoscenza di base del Malayalam. Attualmente solo alcuni di loro vivono come cacciatori.